# Diocesi di Tricarico

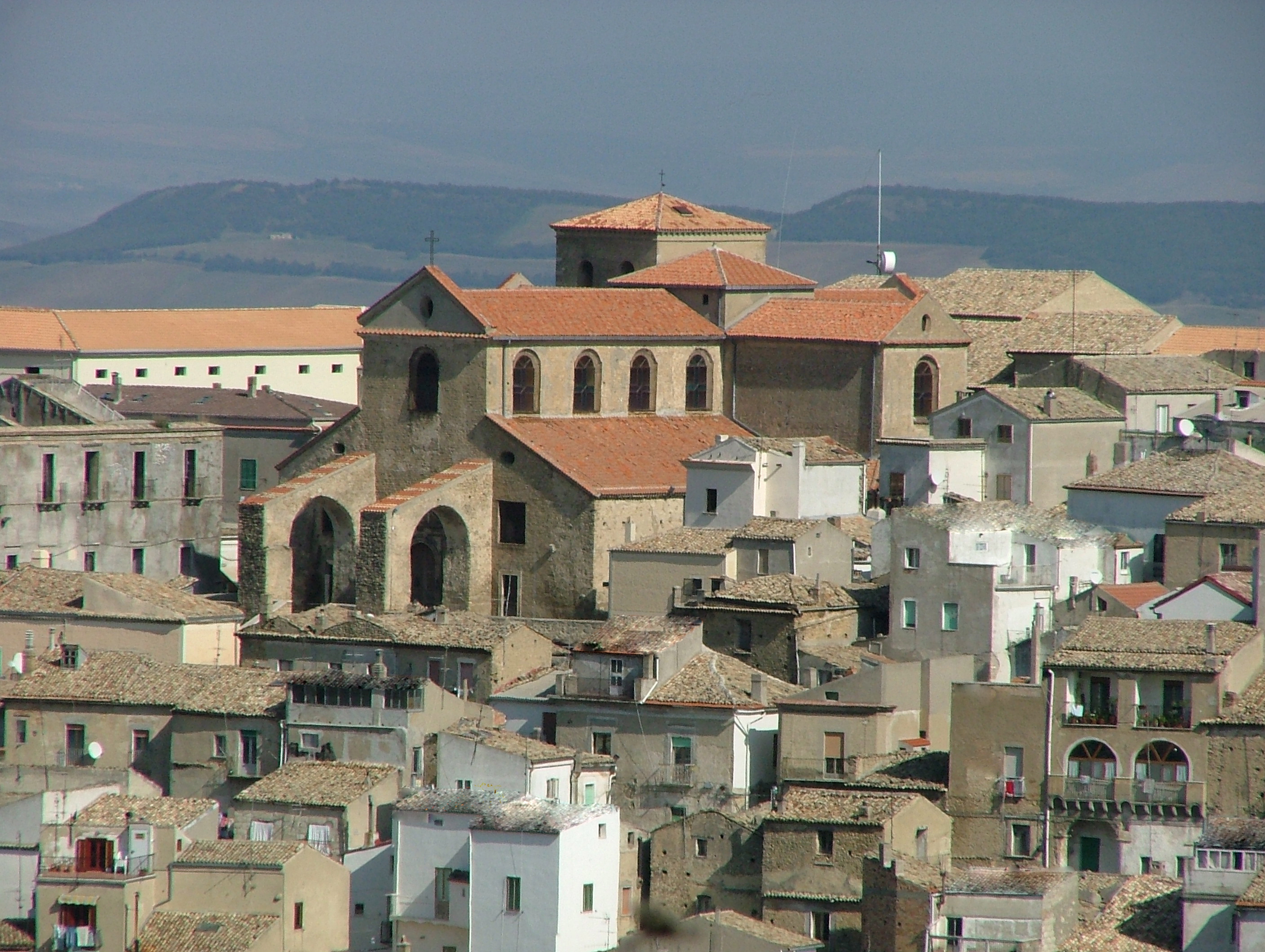
La cattedrale di Tricarico vista da lontano.

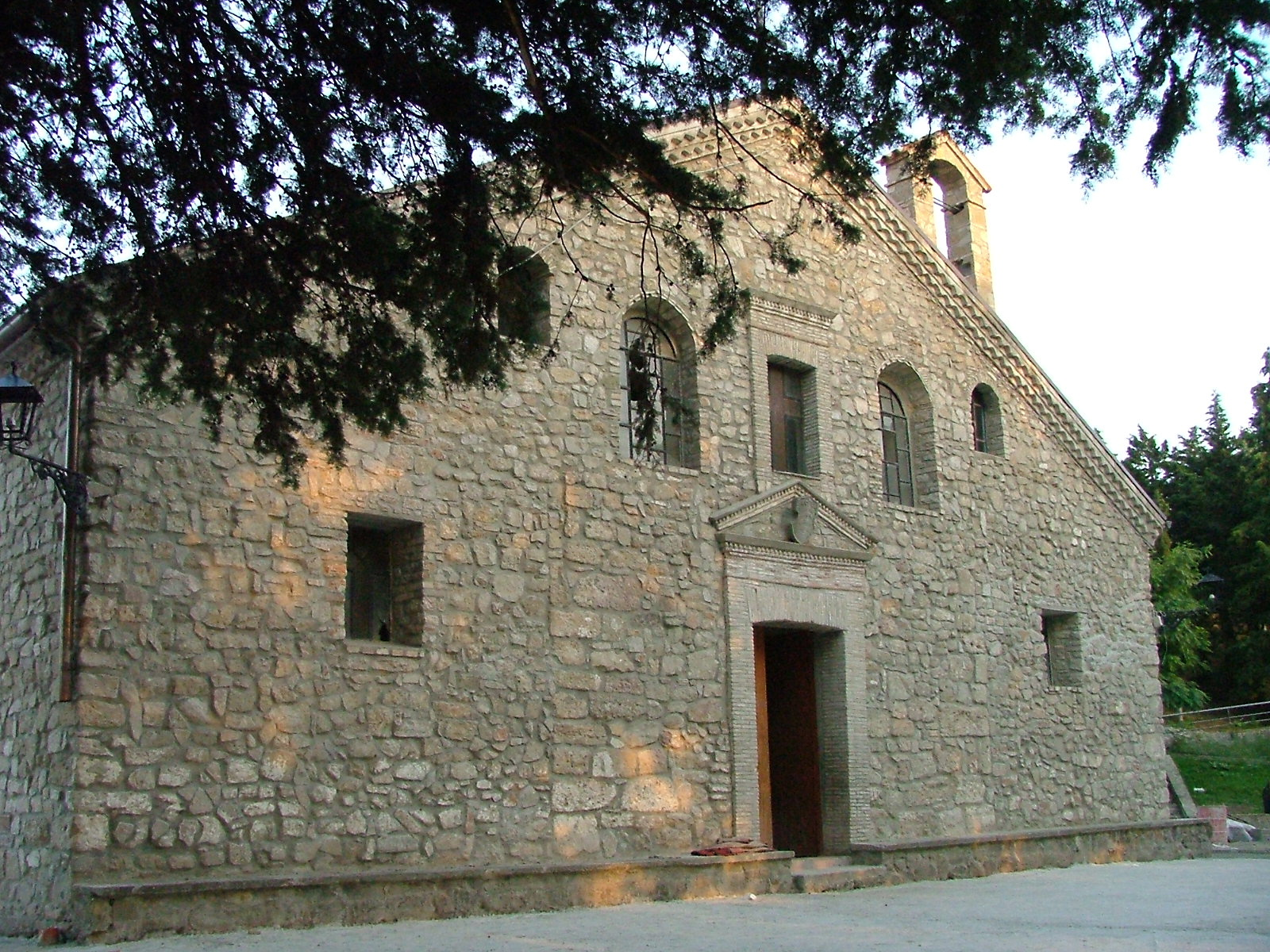
Il santuario di Santa Maria di Fonti.

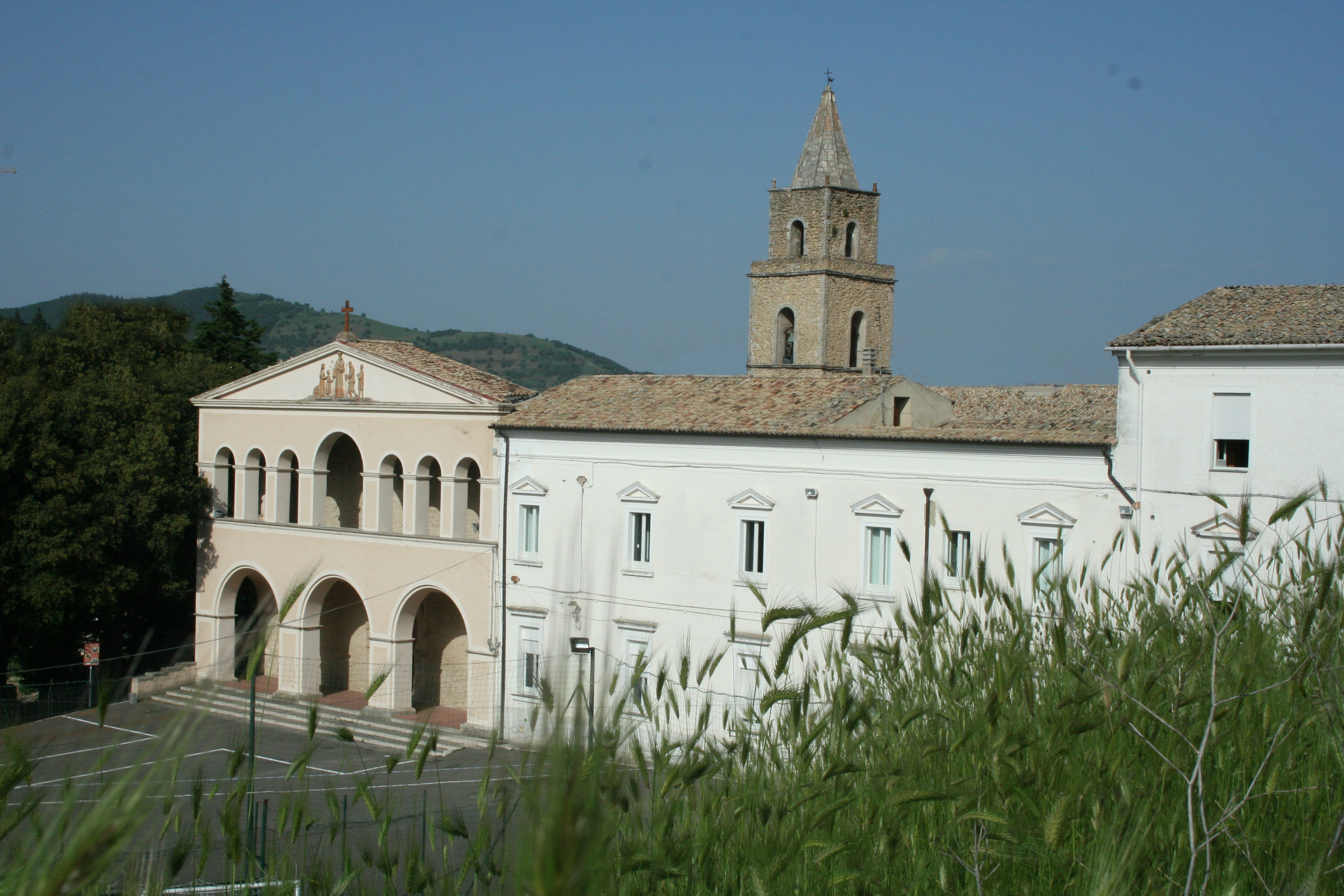
Il complesso di Sant'Antonio di Padova a Tricarico, fondato alla fine del XV secolo, è oggi la casa-madre delle Suore discepole di Gesù Eucaristico, congregazione fondata nel 1923 dal vescovo Raffaello Delle Nocche.

La diocesi di Tricarico (in latino Dioecesis Tricaricensis) è una sede della Chiesa cattolica in Italia suffraganea dell'arcidiocesi di Potenza-Muro Lucano-Marsico Nuovo appartenente alla regione ecclesiastica Basilicata. Nel 2023 contava 27.200 battezzati su 28.056 abitanti. È retta dal vescovo Benoni Ambăruş.
Il patrono della diocesi è san Potito.

## Territorio
La diocesi comprende 19 comuni della Basilicata in 2 province civili:
- in provincia di Matera i comuni di Accettura, Aliano, Calciano, Cirigliano, Garaguso, Gorgoglione, Grassano, Oliveto Lucano, San Mauro Forte, Stigliano, Tricarico;
- in provincia di Potenza i comuni di Albano di Lucania, Armento, Campomaggiore, Corleto Perticara, Gallicchio, Guardia Perticara, Missanello, Montemurro.

Sede vescovile è la città di Tricarico, dove si trova la cattedrale di Santa Maria Assunta. Il principale luogo mariano della diocesi è il santuario di Santa Maria di Fonti, nei pressi di Tricarico.
Il territorio si estende su 1.238 km² ed è suddiviso in 32 parrocchie, raggruppate in 2 zone pastorali: Val Basento e Val d'Agri-Sauro.

## Storia
Secondo la testimonianza di Liutprando, vescovo di Cremona, la diocesi di Tricarico venne istituita nel 968. Un documento redatto in quell'anno dalla curia patriarcale di Costantinopoli, a firma dell'imperatore bizantino Niceforo Foca, autorizza il patriarca di Costantinopoli, Polieucte a conferire all'arcivescovo di Otranto la potestà di consacrare i vescovi delle sedi suffraganee di Tricarico, Tursi, Acerenza, Gravina e Matera.
Questa disposizione rientrava nel piano dell'impero bizantino di occupare quei territori che in precedenza erano soggetti all'influenza dei Longobardi a cavallo dei themi di Lucania e Langobardia. Non è dato sapere se la diocesi di Tricarico fu realmente istituita; infatti, nessuno dei vescovi greci è documentato e la diocesi non appare in nessuna Notitia Episcopatuum del patriarcato di Costantinopoli nel secolo successivo alla sua istituzione. Tuttavia appare evidente lo stretto legame di Tricarico e del suo territorio con la chiesa orientale, reso manifesto dalla fondazione di importanti monasteri greci che favorirono il diffondersi della cultura e della liturgia bizantina, nonché dalla presenza di numerosi santi greci che operarono nella regione.
Verso la metà dell'XI secolo il territorio venne conquistato dai Normanni. Nel concilio di Melfi del 1059 fu istituita la provincia ecclesiastica di Acerenza cui fu sottomessa la diocesi di Tricarico. L'anno successivo il metropolita Godano di Acerenza definì i confini della diocesi, ed indirizzò la bolla di conferma al vescovo eletto Arnaldo, primo vescovo noto della diocesi. Nel 1068 papa Alessandro II confermò la suffraganeità di Tricarico ad Acerenza.
Progressivamente il rito latino soppiantò quello greco. In alcuni centri tuttavia, grazie alla presenza di numerosi monaci orientali, la messa continuò ad essere celebrata secondo il rito bizantino fino alla prima metà del XIII secolo. All'inizio del XIII secolo il capitolo della cattedrale annoverava elementi di formazione e cultura greca. Resti della liturgia greca si trovavano ancora nel XVIII secolo, come testimonia il vescovo Antonio Zavarroni (1741-1759): «Ancora di questo rito se ne conserva nella chiesa cattedrale la memoria, e col cantarsi nelle solennità delle messe l'epistola e il vangelo dal pulpito, come fanno i greci dall'ambone, e colle mozzette negre, le quali usano le dignità e li canonici, che non hanno voluto mai deporre per memoria che il colore nero si portava dai loro antecessori, quando la loro chiesa era governata da vescovi greci».
Tra i vescovi di Tricarico si segnalano: Tommaso Brancaccio (1405-1411), cardinale, che svolse un ruolo di primo piano al concilio di Pisa; Ludovico di Canossa (1511-1516), che fu nunzio apostolico in Francia; Giovanni Battista Santoni (1586-1592), nunzio apostolico in Svizzera, che per primo compì la visita pastorale della diocesi facendone una minuziosa descrizione; Pier Luigi Carafa (1624-1646), benefattore della diocesi, ingrandì il santuario di Santa Maria di Fonti, promosso cardinale e nunzio apostolico in Germania; Antonio Zavarroni (1741-1759), uomo di cultura e autore di scritti storici e giuridici. Nel Novecento si ricorda in particolare la figura del venerabile Raffaello Delle Nocche, vescovo dal 1922 al 1960; «durante il suo presulato, nel 1927, al tentativo da parte della Sacra Congregazione concistoriale di ridefinire le circoscrizioni lucane per meglio razionalizzarne il territorio prevedendo l'accorpamento della diocesi di Tricarico a Matera e di quella di Acerenza a Potenza, non fu dato corso. Tra le iniziative più importanti da lui avviate a Tricarico sono degne di nota l'ospedale civile inaugurato nel 1947 in un'ala dell'episcopio e la fondazione, nel 1923, dell'ordine delle Suore discepole di Gesù Eucaristico».
Il 26 giugno 1951, con la lettera apostolica Religionem Beatae Mariae, papa Pio XII proclamò la Beata Maria Vergine del Monte Carmelo patrona della città e della diocesi, assieme a San Potito.
Nel 1954, dopo una plurisecolare sottomissione all'arcidiocesi di Acerenza, Tricarico entrò a far parte della provincia ecclesiastica dell'arcidiocesi di Matera, fino al 1976 quando fu sottoposta alla nuova sede metropolitana di Potenza e Marsico Nuovo. Per un breve periodo, tra il 1976 ed il 1977, Tricarico fu unita in persona episcopi all'arcidiocesi di Acerenza con l'arcivescovo Giuseppe Vairo.
Nel corso del Novecento alcune modifiche territoriali hanno portato alla cessione nel 1949 dei comuni di Craco e di Montalbano Jonico alla diocesi di Anglona-Tursi, e nel 1976 del comune di Salandra all'arcidiocesi di Matera.
Dal 4 marzo 2023 è unita in persona episcopi all'arcidiocesi di Matera-Irsina.

## Cronotassi dei vescovi
Si omettono i periodi di sede vacante non superiori ai 2 anni o non storicamente accertati.
- Arnaldo † (1060 - ?)
- Roberto I † (menzionato nel 1083)
- Librando † (menzionato nel 1098)[16]
- Pietro † (prima del 1123 - circa 1127 deceduto)[17]
- Erberto † (circa 1127 - dopo il 1161)
- Roberto II † (circa 1175/1176 - dopo il 1194)[18]
- Giovanni † (prima del 1210 - dopo il 1215)
- Anonimo[19] † (menzionato nel 1219)
- Ruggero I † (menzionato nel 1237)
- Ruggero II † (13 aprile 1253 eletto - dopo settembre 1254)[20]
- Palmerio de Gallusio † (13 aprile 1253 - 1283 deceduto)
- Leonardo de Aragall, O.F.M. † (5 giugno 1284 - 28 febbraio 1301 nominato arcivescovo di Oristano)
- Riccardo † (28 febbraio 1301 - circa 1324 deceduto)
- Francesco Bonaccursio † (4 maggio 1324 - ? deceduto)
- Goffredo Del Tufo † (21 febbraio 1326 - dopo il 1330)
- Matteo † (? - circa 1348 deceduto)
- Ruggero III † (12 gennaio 1349 - circa 1350 deceduto)
- Angelo da Reggio † (19 novembre 1350 - 12 settembre 1365 nominato arcivescovo di Patrasso)
- Pietro Serlupis † (12 settembre 1365 - circa 1373 deceduto)
- Andrea Codoni o di San Girolamo † (19 dicembre 1373 - 11 gennaio 1378 nominato vescovo di Ceneda)
- Marino Del Giudice † (29 gennaio 1378 - 4 giugno 1380 nominato arcivescovo di Taranto)
  - Giovanni da Gallinaro, O.F.M. † (2 luglio 1382 - circa 1384 deceduto) (antivescovo)
- Tommaso † (menzionato nel 1385)
  - Vito di Strongoli † (28 aprile 1385 - novembre 1399 nominato vescovo) (antivescovo)
- Nicola † (1394 - 11 ottobre 1399 nominato arcivescovo di Rossano)
- Vito † (novembre 1399 - 1405 deceduto)
- Tommaso Brancaccio † (30 luglio 1405 - 6 giugno 1411 dimesso)
  - Tommaso Brancaccio † (6 giugno 1411 - 1417 dimesso) (amministratore apostolico)
  - Lorenzo di Napoli, O.E.S.A. † (1417 - 1418) (amministratore apostolico)
- Angelo † (? - 11 settembre 1419 nominato vescovo di Potenza)[21]
  - Tommaso Brancaccio † (11 settembre 1419 - 8 settembre 1427 deceduto) (amministratore apostolico, per la seconda volta)
- Stefano da Carrara † (29 ottobre 1427 - 1432 dimesso)[22]
- Angelo † (9 febbraio 1433 - 1438 deceduto) (per la seconda volta)
- Nicolò, O.P. † (20 ottobre 1438 - 1446 deceduto)
- Saba de Carbonibus † (22 agosto 1446 - 1447 deceduto)
- Lorenzo, O.F.M. † (29 marzo 1447 - 1448 deceduto)
- Onofrio di Santa Croce † (10 aprile 1448 - 20 ottobre 1471 deceduto)
- Orso Orsini † (18 ottobre 1471 - 22 marzo 1474 nominato vescovo di Teano)
- Scipione Cicinello † (22 marzo 1474 - dopo il 1494)
- Agostino de Guarino † (9 gennaio 1497 - 1510 deceduto)
  - Oliviero Carafa † (24 aprile 1510 - 20 gennaio 1511 deceduto) (amministratore apostolico)
- Ludovico di Canossa, O.Cist. † (10 febbraio 1511 - 24 novembre 1516 nominato vescovo di Bayeux)
  - Sede vacante (1516-1529)
- Alessandro Spagnuolo † (15 febbraio 1529 - dopo il 30 agosto 1535 deceduto)
- Gerolamo Falinghieri † (dopo il 30 agosto 1535 succeduto - 19 marzo 1539 deceduto)
- Francesco Orsini † (19 marzo 1539 succeduto - 1554 dimesso)
- Nunzio Antonio de Capriolis † (8 ottobre 1554 - 1584 deceduto)
- Giovan Battista Santoro † (8 gennaio 1586 - 18 febbraio 1592 deceduto)
- Ottavio Mirto Frangipane † (9 marzo 1592 - 20 giugno 1605 nominato arcivescovo di Taranto)
- Diomede Carafa † (17 agosto 1605 - 12 gennaio 1609 deceduto)
- Sebastiano o Settimio Roberti † (11 marzo 1609 - 1611 dimesso)
- Roberto Roberti, O.P. † (5 dicembre 1611 - gennaio 1624 deceduto)
- Pier Luigi Carafa I † (29 marzo 1624 - 8 gennaio 1646 dimesso)
- Pier Luigi Carafa II, C.R. † (8 gennaio 1646 - 7 agosto 1672 deceduto)
- Andrea Francolisio † (27 febbraio 1673 - 18 giugno 1676 dimesso)
- Gaspare Toralto † (16 novembre 1676 - dicembre 1681 deceduto)
- Gaspare Mezzomonaco, O.S.B.Oliv. † (8 giugno 1682 - agosto 1683 deceduto)
- Fulvio Cribelli † (24 aprile 1684 - 1685 deceduto)
- Francesco Antonio Leopardi † (1º ottobre 1685 - febbraio 1717 deceduto)
- Luca Trapani † (24 gennaio 1718 - settembre 1719 deceduto)
- Simone Veglini † (4 marzo 1720 - 23 luglio 1720 deceduto)
- Nicolò Antonio Carafa, O.S.B.Oliv. † (16 dicembre 1720 - 16 settembre 1741 dimesso)
- Antonio Zavarroni † (18 settembre 1741 - luglio 1759 deceduto)
- Antonio del Plato † (3 marzo 1760 - agosto 1783 deceduto)
  - Sede vacante (1783-1792)
- Fortunato Pinto † (27 febbraio 1792 - 26 giugno 1805 nominato arcivescovo di Salerno)
  - Sede vacante (1805-1819)
- Pietro Paolo Presicce, O.A.D. † (29 marzo 1819 - 12 gennaio 1838 deceduto)
- Camillo Letizia, C.M. † (13 settembre 1838 - 5 agosto 1859 deceduto)
- Simone Spilotros, O.Carm. † (26 settembre 1859 - 31 ottobre 1877 deceduto)
- Camillo Siciliano di Rende † (28 dicembre 1877 - 12 maggio 1879 nominato arcivescovo di Benevento)
- Angelo Michele Onorati † (19 settembre 1879 - 12 febbraio 1903 deceduto)
- Anselmo Filippo Pecci, O.S.B. † (22 giugno 1903 - 18 settembre 1907 nominato arcivescovo di Acerenza e Matera)
- Giovanni Fiorentini † (27 giugno 1909 - 25 settembre 1919 nominato vescovo di Catanzaro)
  - Achille Grimaldi † (22 novembre 1920 - 19 marzo 1921 dimesso) (vescovo eletto)
- Raffaello Delle Nocche † (28 giugno 1922 - 25 novembre 1960 deceduto)
- Bruno Pelaia † (10 febbraio 1961 succeduto - 18 luglio 1974 deceduto)
  - Sede vacante (1974-1976)
- Giuseppe Vairo † (25 ottobre 1976 - 3 dicembre 1977 dimesso)
- Carmelo Cassati, M.S.C. † (12 febbraio 1979 - 7 settembre 1985 nominato vescovo di San Severo e di Lucera)
- Francesco Zerrillo † (7 dicembre 1985 - 15 febbraio 1997 nominato vescovo di Lucera-Troia)
- Salvatore Ligorio (19 dicembre 1997 - 20 marzo 2004 nominato arcivescovo di Matera-Irsina)
- Vincenzo Carmine Orofino (20 marzo 2004 - 28 aprile 2016 nominato vescovo di Tursi-Lagonegro)
- Giovanni Intini (7 dicembre 2016 - 9 dicembre 2022 nominato arcivescovo di Brindisi-Ostuni)
- Antonio Giuseppe Caiazzo[23] (4 marzo 2023 - 7 gennaio 2025 nominato arcivescovo, titolo personale, di Cesena-Sarsina)
- Benoni Ambăruş, dal 18 giugno 2025

## Statistiche
La diocesi nel 2023 su una popolazione di 28.056 persone contava 27.200 battezzati, corrispondenti al 96,9% del totale.
| anno | popolazione | popolazione | popolazione | presbiteri | presbiteri | presbiteri | presbiteri                | diaconi | religiosi | religiosi | parrocchie |
| anno | battezzati  | totale      | %           | numero     | secolari   | regolari   | battezzati per presbitero | diaconi | uomini    | donne     | parrocchie |
| ---- | ----------- | ----------- | ----------- | ---------- | ---------- | ---------- | ------------------------- | ------- | --------- | --------- | ---------- |
| 1949 | 64.730      | 64.730      | 100,0       | 57         | 57         |            | 1.135                     |         |           | 70        | 23         |
| 1970 | 66.506      | 66.506      | 100,0       | 43         | 37         | 6          | 1.546                     |         | 7         | 100       | 31         |
| 1980 | 51.085      | 51.300      | 99,6        | 39         | 31         | 8          | 1.309                     |         | 9         | 80        | 30         |
| 1990 | 50.000      | 51.085      | 97,9        | 36         | 31         | 5          | 1.388                     |         | 6         | 80        | 32         |
| 1999 | 51.600      | 52.400      | 98,5        | 36         | 34         | 2          | 1.433                     |         | 2         | 57        | 32         |
| 2000 | 51.800      | 52.600      | 98,5        | 34         | 34         |            | 1.523                     |         |           | 55        | 32         |
| 2001 | 49.000      | 50.000      | 98,0        | 34         | 34         |            | 1.441                     |         |           | 53        | 32         |
| 2002 | 44.000      | 45.000      | 97,8        | 32         | 32         |            | 1.375                     |         |           | 51        | 32         |
| 2003 | 44.000      | 45.000      | 97,8        | 32         | 32         |            | 1.375                     |         |           | 49        | 32         |
| 2004 | 44.000      | 45.000      | 97,8        | 31         | 31         |            | 1.419                     |         |           | 47        | 32         |
| 2010 | 35.000      | 36.700      | 95,4        | 41         | 33         | 8          | 853                       |         | 8         | 48        | 32         |
| 2014 | 35.300      | 36.900      | 95,7        | 42         | 36         | 6          | 840                       |         | 6         | 55        | 32         |
| 2017 | 33.280      | 34.670      | 96,0        | 37         | 33         | 4          | 899                       |         | 4         | 52        | 32         |
| 2020 | 32.800      | 34.000      | 96,5        | 33         | 32         | 1          | 993                       |         | 1         | 44        | 32         |
| 2022 | 31.600      | 32.000      | 98,8        | 33         | 33         |            | 957                       |         |           | 77        | 32         |
| 2023 | 27.200      | 28.056      | 96,9        | 36         | 36         |            | 755                       |         |           | 78        | 32         |